# Lineth Beerensteyn
Lineth Beerensteyn (født 11. oktober 1996) er en hollandsk professionel fodboldspiller, angriber, der spiller for den tyske Bundeliga fodboldklub Bayern München og Hollands kvindefodboldlandshold.
Hun fik debut for det hollandske landshold d. 6. juni 2016, i en kamp mod Sydafrika.